# 前寛之
前 寛之（まえ ひろゆき、1995年8月1日 - ）は、北海道札幌市厚別区出身のプロサッカー選手。Jリーグ・FC町田ゼルビア所属。ポジションはミッドフィールダー。
プロサッカー選手の前貴之は実兄（ジェフユナイテッド千葉所属）。

## 来歴

### プロ入り前
コンサドーレ札幌（現：北海道コンサドーレ札幌）のアカデミーであるジュニアサッカースクール出身の選手。札幌U-12を経て、札幌U-15に昇格後は早くから主力選手として活躍し、2年生次には第21回高円宮杯U-15で準優勝に貢献している。札幌U-18に昇格後の2年生からはトップチームの練習にも参加するようになる など頭角を現すと、ボランチのレギュラーポジションを確保し第20回Jユースカップでは優勝に貢献した1人となる。翌年の2月23日には富士ゼロックス杯のNEXT GENERATION MATCHのU-18Jリーグ選抜に選ばれスタメン出場。この試合でも中心的な働きを見せ、翌3月にはU-20ワールドカップ2015を目指すU-18日本代表候補のトレーニングキャンプに招集された。3年生になると背番号10を背負い チームの中心選手として活躍。第21回Jユースカップではベスト4入りの原動力となった。

### コンサドーレ札幌
2013年11月4日、内山裕貴と共に2014シーズンからのトップチームの昇格が発表され、札幌のGMの三上大勝は前について「ボールの出し手としていいものを持っている。ボランチとして体の強さもプロで通用するものを持っている」と評した。この頃、チームはJ1昇格プレーオフ進出を懸けて争っており、11月20日の天皇杯4回戦甲府戦で、スタメンでボランチに起用され公式戦初出場を果たした。また、実兄の前貴之もこの試合に先発出場しており、クラブ史上初の兄弟選手同時出場となった。
2014年7月、タイ・ディヴィジョン1リーグのコーンケンFCへ期限付き移籍。

### 水戸ホーリーホック
2018年、水戸ホーリーホックへ期限付き移籍。序盤戦を骨折の影響で欠場したが、復帰後は全試合フル出場を果たしチームの軸を担った。シーズン終了後複数クラブからオファーが届いたが、水戸に完全移籍という形で2019年も残留した。同年は更に出場試合数を伸ばし、自己最多の5得点をマークするなど攻守両面で活躍を見せた。

### アビスパ福岡
2020年、前年まで水戸監督の長谷部茂利が監督に就任したアビスパ福岡へ完全移籍。移籍初年度よりキャプテンに就任した。同年、新型コロナウイルス感染拡大の影響を受け、7月27日にクラブ独自でPCR検査を施したところ陰性だったものの、8月2日になり、Jリーグ公式検査の結果、前が陽性である可能性が高いと診断され、同日夜の対大宮戦（NACK5スタジアム大宮）は試合開始2時間前を切った17時過ぎに急遽中止となり、前はドクター管理の下チームバスとは別車両で受入れ先の神奈川県内の医療施設へ移送、翌3日のPCR検査により陽性と診断され、無症状ながら医療施設にて経過観察となった。

### FC町田ゼルビア
2024年12月、FC町田ゼルビアに完全移籍で加入することが発表された。

## 所属クラブ
- コンサドーレ札幌ジュニアサッカースクール
- コンサドーレ札幌ユース・U-12（札幌市立上野幌東小学校）
- コンサドーレ札幌ユース・U-15（札幌市立上野幌中学校）
- コンサドーレ札幌U-18（北海道札幌白石高等学校）
- 2014年 - 2018年  コンサドーレ札幌 / 北海道コンサドーレ札幌
  - 2014年 - 2015年  Jリーグ・アンダー22選抜
  - 2014年7月 - 同年12月  コーンケンFC（期限付き移籍）
  - 2018年  水戸ホーリーホック（期限付き移籍）
- 2019年  水戸ホーリーホック
- 2020年 - 2024年  アビスパ福岡
- 2025年 -  FC町田ゼルビア

## 個人成績
| 国内大会個人成績 | 国内大会個人成績 | 国内大会個人成績 | 国内大会個人成績 | 国内大会個人成績 | 国内大会個人成績 | 国内大会個人成績 | 国内大会個人成績 | 国内大会個人成績 | 国内大会個人成績 | 国内大会個人成績 | 国内大会個人成績 |
| 年度             | クラブ           | 背番号           | リーグ           | リーグ戦         | リーグ戦         | リーグ杯         | リーグ杯         | オープン杯       | オープン杯       | 期間通算         | 期間通算         |
| 年度             | クラブ           | 背番号           | リーグ           | 出場             | 得点             | 出場             | 得点             | 出場             | 得点             | 出場             | 得点             |
| 日本             | 日本             | 日本             | 日本             | リーグ戦         | リーグ戦         | リーグ杯         | リーグ杯         | 天皇杯           | 天皇杯           | 期間通算         | 期間通算         |
| ---------------- | ---------------- | ---------------- | ---------------- | ---------------- | ---------------- | ---------------- | ---------------- | ---------------- | ---------------- | ---------------- | ---------------- |
| 2013             | 札幌             | 37               | J2               | -                | -                | -                | -                | 1                | 0                | 1                | 0                |
| 2014             | 札幌             | 38               | J2               | 0                | 0                | -                | -                | -                | -                | 0                | 0                |
| タイ             | タイ             | タイ             | タイ             | リーグ戦         | リーグ戦         | リーグ杯         | リーグ杯         | FA杯             | FA杯             | 期間通算         | 期間通算         |
| 2014             | コーンケン       |                  | Div.1            |                  |                  |                  |                  |                  |                  |                  |                  |
| 日本             | 日本             | 日本             | 日本             | リーグ戦         | リーグ戦         | リーグ杯         | リーグ杯         | 天皇杯           | 天皇杯           | 期間通算         | 期間通算         |
| 2015             | 札幌             | 38               | J2               | 15               | 2                | -                | -                | 3                | 1                | 18               | 3                |
| 2016             | 札幌             | 16               | J2               | 18               | 0                | -                | -                | 2                | 0                | 20               | 0                |
| 2017             | 札幌             | 16               | J1               | 4                | 0                | 7                | 0                | 1                | 0                | 12               | 0                |
| 2018             | 水戸             | 8                | J2               | 30               | 0                | -                | -                | 0                | 0                | 30               | 0                |
| 2019             | 水戸             | 8                | J2               | 39               | 5                | -                | -                | 0                | 0                | 39               | 5                |
| 2020             | 福岡             | 6                | J2               | 30               | 1                | -                | -                | -                | -                | 30               | 1                |
| 2021             | 福岡             | 6                | J1               | 38               | 2                | 3                | 0                | 2                | 0                | 43               | 2                |
| 2022             | 福岡             | 6                | J1               | 34               | 0                | 8                | 0                | 0                | 0                | 42               | 0                |
| 2023             | 福岡             | 6                | J1               | 34               | 1                | 6                | 1                | 5                | 0                | 45               | 2                |
| 2024             | 福岡             | 6                | J1               | 37               | 1                | 0                | 0                | 1                | 0                | 39               | 1                |
| 2025             | 町田             | 16               | J1               |                  |                  |                  |                  |                  |                  |                  |                  |
| 通算             | 日本             | 日本             | J1               | 147              | 4                | 24               | 1                | 9                | 1                | 180              | 6                |
| 通算             | 日本             | 日本             | J2               | 130              | 8                | -                | -                | 5                | 0                | 135              | 8                |
| 通算             | タイ             | タイ             | Div.1            |                  |                  |                  |                  |                  |                  |                  |                  |
| 総通算           | 総通算           | 総通算           | 総通算           | 277              | 12               | 24               | 1                | 14               | 1                | 315              | 14               |

その他の公式戦
| 2014   | J-22   | -      | J3     | 2 | 0 | 2 | 0 |
| 2015   | J-22   | -      | J3     | 2 | 0 | 2 | 0 |
| 通算   | 日本   | 日本   | J3     | 4 | 0 | 4 | 0 |
| 総通算 | 総通算 | 総通算 | 総通算 | 4 | 0 | 4 | 0 |

- Jリーグ初出場 - 2014年4月6日 J3第5節 Y.S.C.C.横浜戦（ニッパツ三ツ沢球技場）
- Jリーグ初得点 - 2015年6月1日 J2第16節 セレッソ大阪戦（札幌ドーム）

## タイトル

### チーム
コンサドーレ札幌U-18
- Jユースカップ（2012年）

北海道コンサドーレ札幌
- J2リーグ（2016年）

アビスパ福岡
- Jリーグカップ：1回（2023年）

### 個人
- Jリーグカップ MVP：1回（2023年）

## 代表歴
- 2013年 U-18日本代表[3]